# Aarne Blick

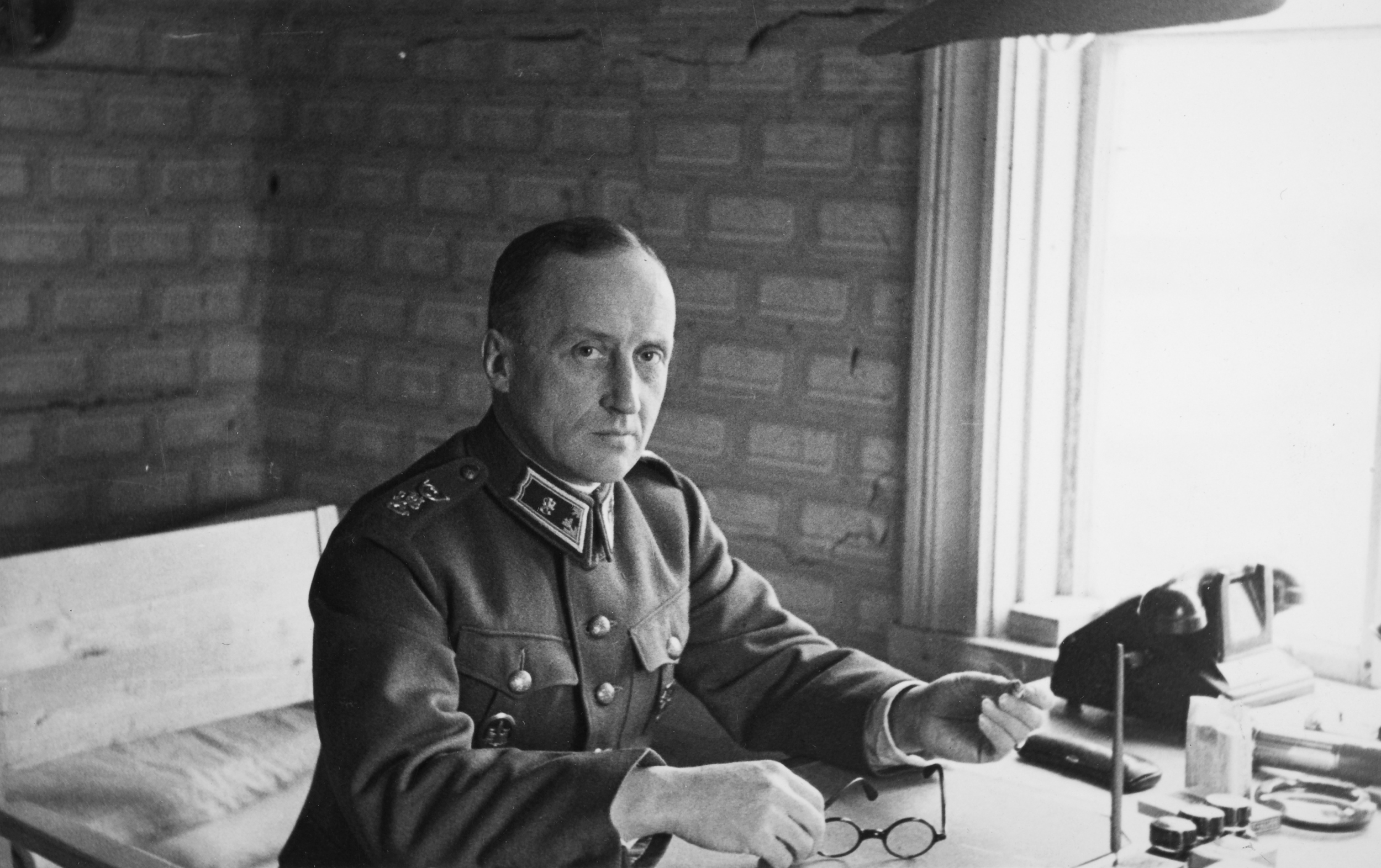
Aarne Blick (1944)

Aarne Leopold Blick (* 3. Februar 1894 in Ulsvsby; † 15. Februar 1964 in Helsinki) war ein finnischer Offizier und zuletzt Generalleutnant der Verteidigungskräfte Finnlands, der während des Zweiten Weltkrieges am Winterkrieg sowie am Fortsetzungskrieg teilnahm und am 14. September 1941 als elfter Soldat mit dem Mannerheim-Kreuz ausgezeichnet wurde.

## Leben

### Erster Weltkrieg, Finnischer Bürgerkrieg und Zwischenkriegszeit

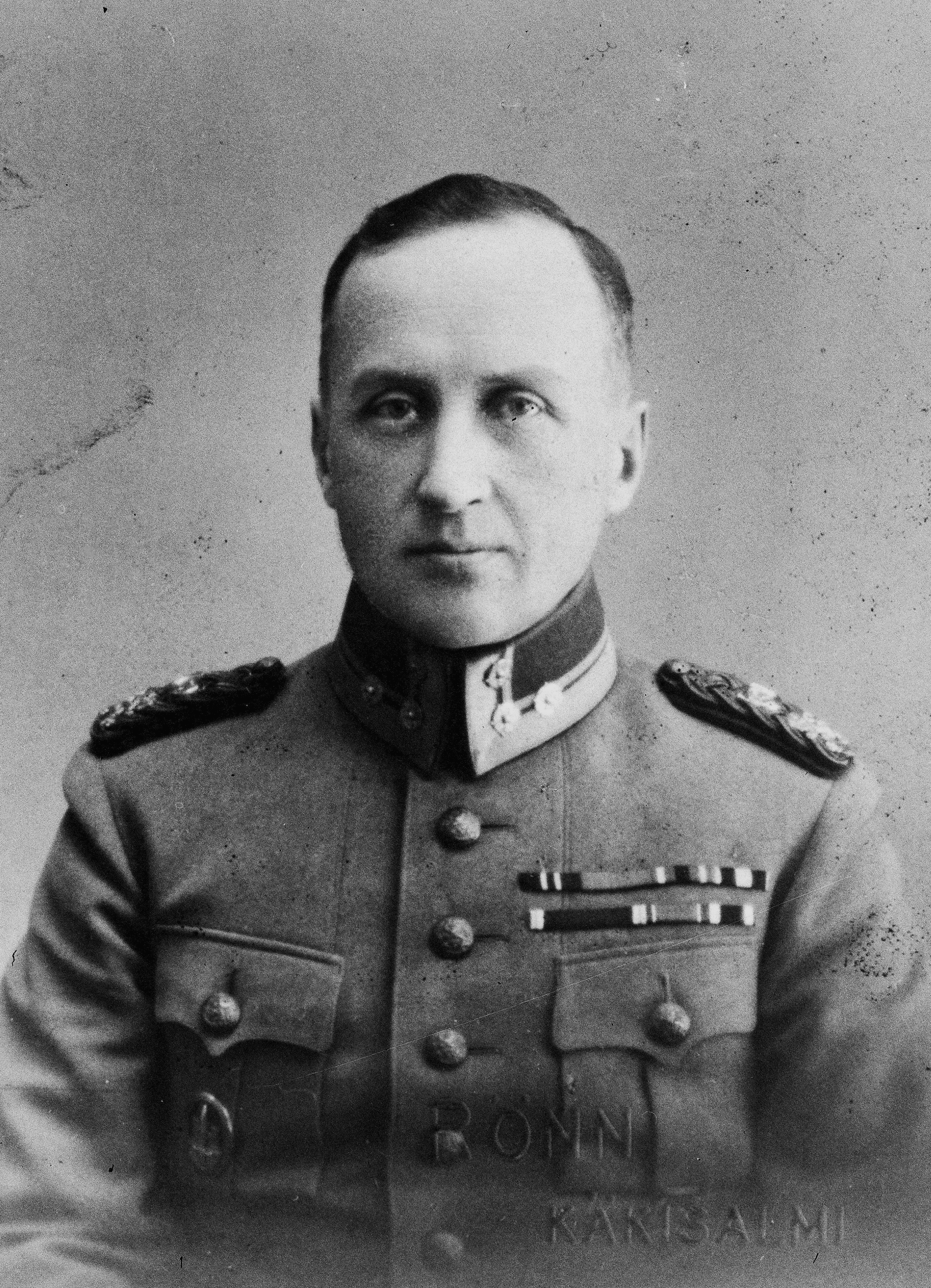
Aarne Blick

Aarne Leopold Blick, Sohn von Albert Blick und Selma Lund, trat während des Ersten Weltkrieges 1915 als sogenannter freiwilliger „Finnischer Jäger“ aus dem Großfürstentum Finnland in das Königlich-Preußische Jäger-Bataillon Nr. 27 ein und wurde nach der militärischen Ausbildung im Lockstedter Lager im Deutschen Kaiserreich sowie seiner am 4. April 1916 erfolgten Ernennung zum Hilfsgruppenführer (Gefreiter) vom 30. Mai 1916 bis zum 13. Februar 1918 an der Ostfront eingesetzt. Diese Jäger bildeten nach der Überführung in die finnische Heimat im Finnischen Bürgerkrieg Anfang 1918 den Stamm der finnischen Streitkräfte. Er selbst wurde am 11. Februar 1918 zum Unterleutnant (Fänrik) befördert und nahm an der Schlacht von Tampere (16. März bis 6. April 1918) teil. Er wurde am 16. Mai 1919 zum Leutnant (Löjtnant) sowie am 5. Februar 1920 zum Hauptmann (Kapten) befördert und war zwischen 1919 und 1921 Kompaniechef sowie von 1921 bis 1923 Infanterielinienführer, ehe er zwischen 1923 und 1924 stellvertretender Kommandeur des Grenzschutzes in Joensuu in Nordkarelien war.
Danach fungierte Blick zwischen 1924 und 1926 als Kommandeur des Grenzschutzes in Kainuu und erhielt dort am 16. Mai 1925 seine Beförderung zum Major, woraufhin er von 1926 bis 1928 Kommandeur des Grenzschutzes in Salmi in Karelien war und 1927 Absolvent des ersten Allgemeinen Kommandeurslehrgangs der Kriegsschule (Stridsskolan) war, die zwischen 1927 und 1993 eine Institution zur Weiterbildung von Militäroffizieren des Heeres war. Nach seiner Beförderung zum Oberstleutnant (Överstelöjtnant) am 15. Juni 1928 wechselte er zu Kadettenschule (Finska kadettkåren) in Hamina und war dort bis 1933 Taktiklehrer und Assistent des Kommandeurs. Während dieser Zeit war er zwischen 1932 und 1933 auch Absolvent der Kriegshochschule (Krigshögskolan), die von 1924 bis 1993 bestehende Ausbildungsstätte der Streitkräfte für hochrangiges Kommando- und Stabspersonal in Helsinki, die danach mit der Kadettenschule und der Kriegsschule zur Verteidigungshochschule (Försvarshögskolan) zusammengelegt wurde. Nach einer weiteren Verwendung als Taktiklehrer an der Kriegsschule wurde er am 28. Januar 1936 zum Oberst (Överste) befördert und war bis zum 10. Oktober 1939 Kommandeur des Savolax-Jägerregiments.

### Winterkrieg, Fortsetzungskrieg und Mannerheim-Kreuz

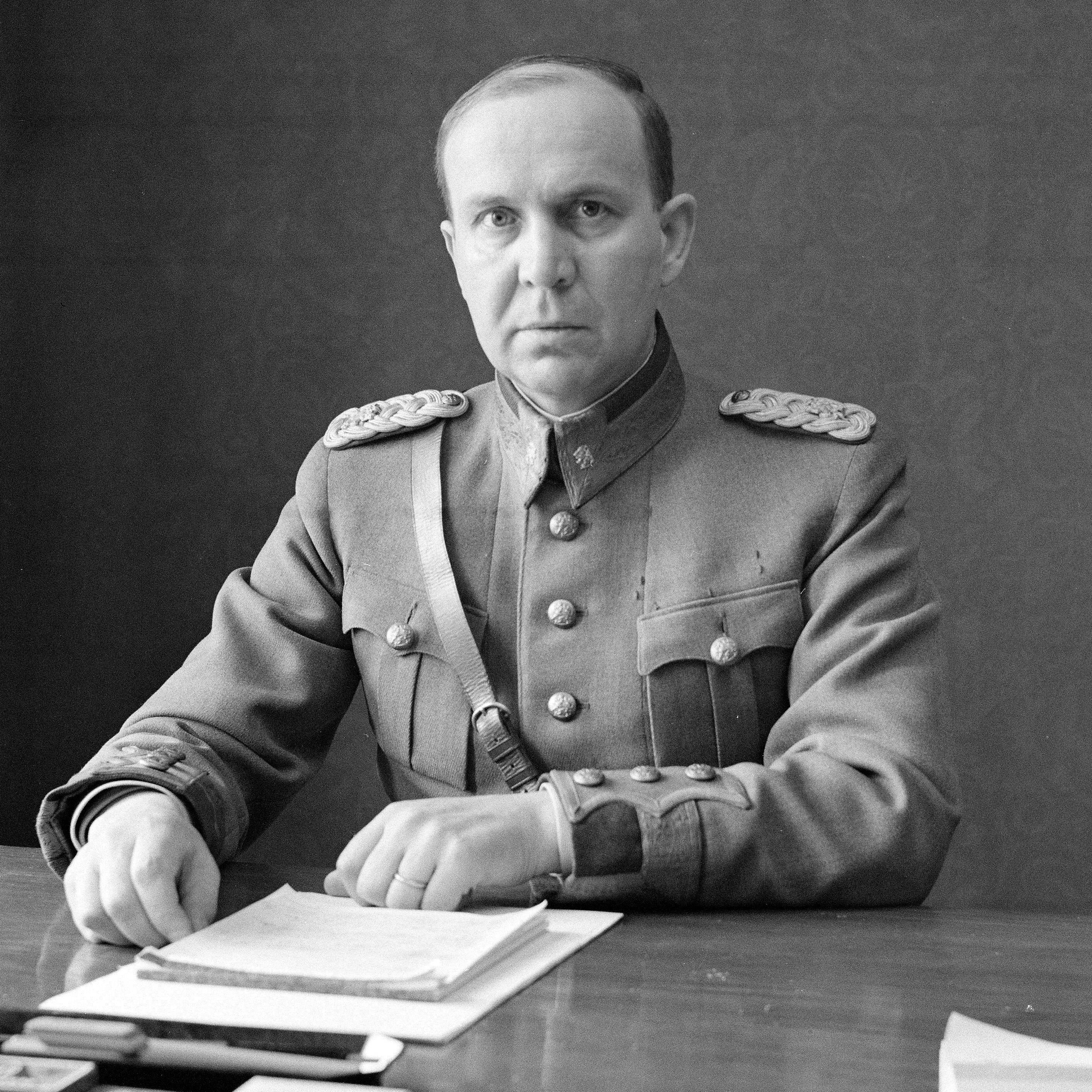
Nach einem Konflikt mit Generalleutnant Paavo Talvela verlor Blick am 7. Juli 1944 seinen Posten als kommissarischer Kommandierender General des VI. Korps in Aunus.

Nach Beginn des Zweiten Weltkrieges war Oberst Blick vom 10. Oktober bis zum 28. November 1939 zunächst Kommandeur des Infanterieregiments 25. Während des darauf folgenden Winterkrieges (30. November 1939 bis 13. März 1940) war er anfangs zwischen dem 28. November und dem 7. Dezember 1939 Kommandeur der 3. Brigade sowie zugleich der nach ihm benannten Ersatzgruppe Blick. Im Anschluss war er vom 7. bis zum 10. Dezember 1939 kurzzeitig Kommandeur des Infanterieregiments 26 und daraufhin zwischen dem 10. Dezember 1939 und dem 16. Januar 1940 Kommandeur der 7. Division, ehe er vom 16. Januar bis zum 14. März 1940 Kommandeur des Sektors Taipale in Karelien war. Im Anschluss war er zwischen dem 25. Februar und dem 5. März 1940 zunächst kommissarischer Kommandeur der 21. Division sowie vom 14. März bis zum 3. April 1940 Offizier zu besonderen Verfügung im III. Korps. Daraufhin fungierte er zwischen dem 3. April und dem 7. August 1940 als Kommandeur der 3. Division sowie vom 7. August 1940 bis zum 10. Juni 1941 als Kommandeur des Militärdistrikts Ostsavo.
Während des Fortsetzungskrieges (25. Juni 1941 bis 19. September 1944) zwischen Finnland und der Sowjetunion, der mit einem sowjetischen Sieg endete und am 19. September 1944 zum Waffenstillstand von Moskau führte, war er zwischen dem 10. Juni 1941 und dem 31. Januar 1942 Kommandeur der 2. Division während der finnischen Offensive an der Karelischen Landenge in den Kämpfen bei Tyrjä und Sortavala. Für seine Verdienste wurde er am 14. September 1941 als elfter Soldat mit dem Mannerheim-Kreuz ausgezeichnet und am 3. Oktober 941 zum Generalmajor befördert. Daraufhin war er zwischen dem 31. Januar 1942 und dem 7. Juli 1944 kommissarischer Kommandierender General des VI. Korps in Aunus. Er geriet während des Rückzugs aus Swir im Juni 1944 in einen Konflikt mit dem Befehlshaber der Aunus-Gruppe, Generalleutnant Paavo Talvela, woraufhin er den Posten als kommissarischer Kommandierender General des VI. Korps an Generalmajor Armas-Eino Martola abtreten musste. Er selbst wiederum übernahm von Martola wieder seinen alten Posten als Kommandeur der 2. Division und hatte diesen zwischen dem 7. Juli und dem 19. November 1944 inne.

### Nachkriegszeit und Aufstieg zum Generalleutnant
Nach dem Waffenstillstand von Moskau war Generalmajor Blick zwischen dem 19. und dem 27. November 1944 zunächst wieder Kommandeur des Militärdistrikts Ostsavo sowie daraufhin vom 27. November 1944 bis zum 11. Januar 1945 abermals Kommandeur der 2. Division. Daraufhin fungierte er zwischen dem 11. Januar 1945 und dem 27. Januar 1947 als Kommandeur der 3. Division sowie schließlich vom 27. Januar 1947 bis zu seinem Eintritt in den Ruhestand am 3. Februar 1954 als Kommandeur der 1. Division. Als solcher wurde er am 6. Dezember 1947 zum Generalleutnant (Generallöjtnant) befördert.
Aus seiner 1921 geschlossenen Ehe mit Kerttu Maria Pyhälä gingen die Kinder Matti Blick (* 1923; † vor 1954) und Ritva Blick (* 1926) hervor.

## Hintergrundliteratur
- Raymond Cartier: Der finnisch-sowjetische Winterkrieg, in: ders.: Der Zweite Weltkrieg, Band 1, München 1967, S. 51–59, 84–86
- Walther Hubatsch: Polenfeldzug, finnisch-sowjetischer Winterkrieg, die Besetzung Skandinaviens, in: Der 2. Weltkrieg. Bilder, Daten, Dokumente, Gütersloh 1968, S. 98–100, 132–135